# 도쿠가와 이에모토

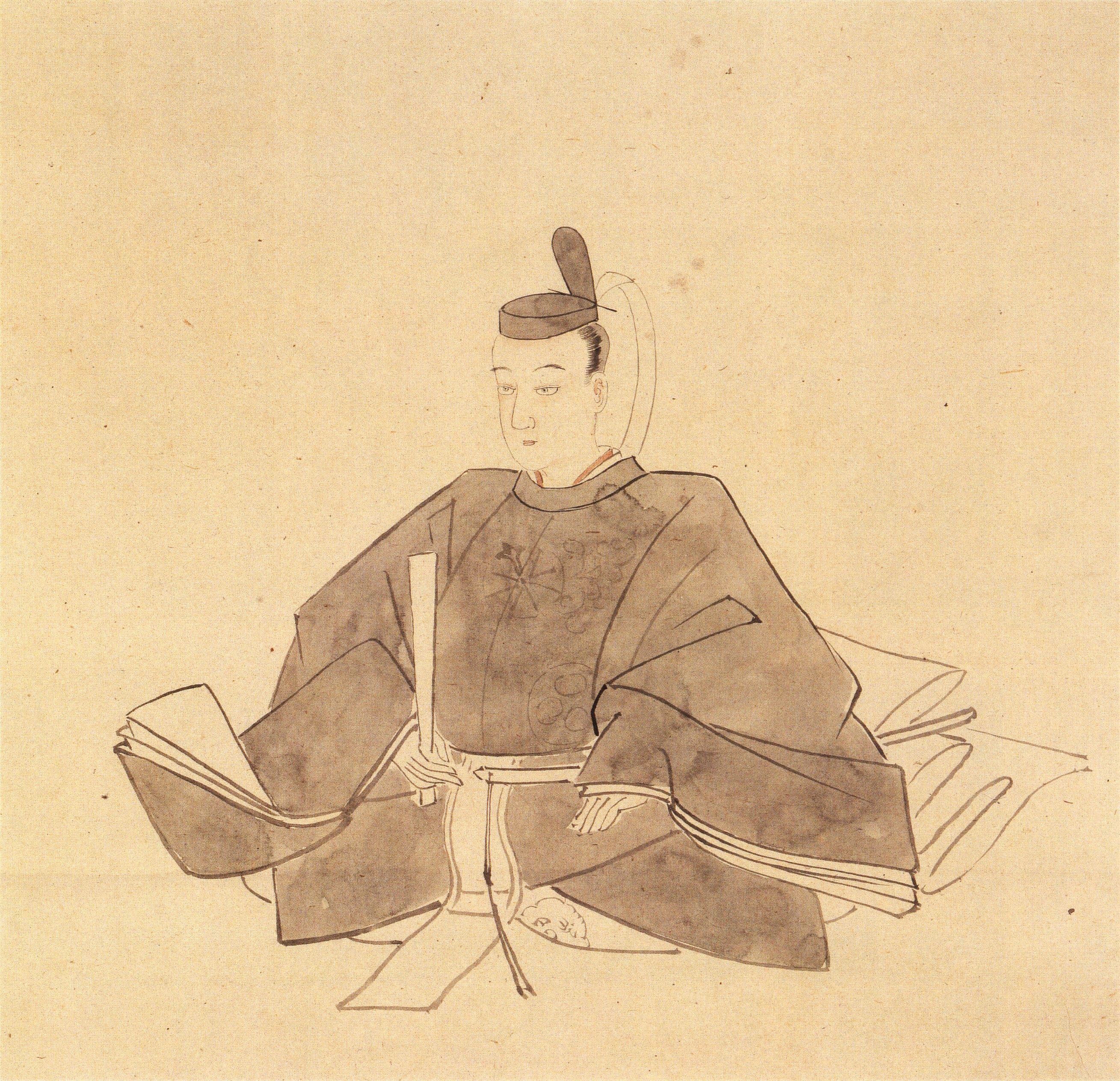
도쿠가와 이에모토(도쿠가와기념재단 소장)

도쿠가와 이에모토(徳川家基)는 에도 막부의 쇼군세자이다. 제10대 쇼군 도쿠가와 이에하루의 장남이다. 장래의 제11대 쇼군으로 기대를 모았으나 급사하였다. 도쿠가와 종가의 역사상 유일하게 '이에'(家) 휘를 받고도 쇼군 취임을 못했기 때문에 '환상의 제11대 쇼군'(幻の第11代将軍)이라고도 불린다.
유년시절부터 총명하여 문무양도의 재능을 보였다. 성장함에 따라 정치에도 관심을 가지고, 참여하는 자세를 보여 노중·다누마 오키쓰구의 정치를 비판하였다.

## 도쿠가와 이에모토가 등장한 작품

### 드라마
- 《오오쿠》 간사이 텔레비전 방송, 1968년 배우: 오오타 히로유키
- 《아지랑이의 갈림길 ~이네무리 이와네 에도일지~》 일본방송협회, 2009년 배우: 나카무라 하야토
- 《오오쿠》 후지 TV, 2016년 배우: 아유카와 타이요
- 《오오쿠》 후지 TV, 2024년
- 《베라보 ~쓰타주 영화의 꿈 이야기~》 NHK 대하드라마, 2025년 배우: 오쿠 토모야

### 만화
- 《오오쿠》

## 같이 보기
- 효명세자 - 조선의 왕세자로서 이에모토와 같은 기대를 받은 사람이었으나 요절하였다.